# Pedregais
Pedregais ist ein Ort und eine ehemalige Gemeinde (Freguesia) im Norden Portugals.
Pedregais gehört zum Kreis Vila Verde im Distrikt Braga. Die Gemeinde hatte eine Fläche von 2,22 km² und 340 Einwohner (Stand 30. Juni 2011).
Am 29. September 2013 wurden die Gemeinden Pedregais, Azões, Portela das Cabras, Duas Igrejas, Rio Mau, Goães und Godinhaços zur neuen Gemeinde União das Freguesias da Ribeira do Neiva zusammengeschlossen.